# Avon Championships of Dallas 1979
L'Avon Championships of Dallas 1979 è stato un torneo di tennis giocato sul sintetico indoor. È stata l'8ª edizione del torneo, che fa parte del WTA Tour 1979. Si è giocato al Moody Coliseum di Dallas negli USA dal 26 febbraio al 4 marzo 1979.

## Campionesse

### Singolare
Martina Navrátilová ha battuto in finale  Chris Evert-Lloyd con il punteggio di 6–4, 6–4

### Doppio
Martina Navrátilová /  Anne Smith hanno battuto in finale  Chris Evert-Lloyd /  Rosemary Casals con il punteggio di 7–6, 6–2